# Gina Prince-Bythewood
Gina Prince-Bythewood, nacida Gina Maria Prince, (Nueva York, 10 de junio de 1969) es una directora de cine y guionista estadounidense. Es conocida por dirigir las películas Love & Basketball (2000), The Secret Life of Bees (2008), Beyond the Lights (2014), y La vieja guardia (2020). 

## Biografía
Prince-Bythewood fue adoptada por Bob Prince, un programador, y María Prince, una enfermera, cuando tenía 3 semanas de vida. Su padre adoptivo es blanco y su madre adoptiva es de ascendencia salvadoreña y alemana. Creció en el barrio blanco de clase media de Pacific Grove, en California. Sus padres adoptivos tuvieron cuatro hijos antes de adoptarla, así que tiene cuatro hermanos. En 1987, Prince-Bythewood se graduó en el Pacific Grove High School. Asistió a la escuela de cine de la Universidad de California en Los Ángeles (UCLA), donde también corrió en la pista de competición. En la UCLA, recibió la beca Gene Reynolds de dirección y la beca Ray Stark Memorial para estudiantes universitarios destacados. Se graduó en 1991.
Prince-Bythewood está casada con el director de cine y escritor Reggie Rock Bythewood, a quien conoció en el equipo de escritores de A Different World. Se casaron en 1998, tienen dos hijos, Cassius y Toussaint, y viven en el sur de California. Ha explicado que buscó a su madre biológica alrededor de 2014, pero que "no fue una experiencia positiva". Su madre biológica, que es caucásica, era una adolescente cuando la dio en adopción, porque su familia sabía que su hijo sería negro y querían que abortara.
Junto con sus amigas Mara Brock Akil, Sara Finney Johnson y Felicia D. Henderson, Prince-Bythewood otorga la beca The Four Sisters Scholarship.

## Trayectoria
Después de cinco años trabajando en la televisión como escritora en programas como A Different World y South Central, Prince-Bythewood escribió su primera película, Love & Basketball en 2000. La película se desarrolló en el laboratorio de dirección y guion del Instituto Sundance. La película ganó 12 premios en total y fue nominada a tres más. Ganó el premio a la mejor película y al mejor póster en los Black Reel Awards, y el premio al mejor primer guion en los Premios Independent Spirit. La película también recaudó unos 27,7 millones de dólares en todo el mundo, convirtiéndose en la novena película de baloncesto más popular de los Estados Unidos en ese momento.
Love & Basketball se basó en la vida personal de Prince-Bythewood y sus experiencias de crecimiento. Esta película es una de las más exitosas dirigidas por una mujer negra, que creó una unión entre el tema y el reconocimiento de los medios de comunicación de la mujer que juega al baloncesto y al fútbol.
Dirigió el largometraje The Secret Life of Bees, adaptado del best-seller de Sue Monk Kidd. Fue estrenada por Fox Searchlight en octubre de 2008, y debutó en el Festival Internacional de Cine de Toronto y en el Festival de Cine de Urbanworld ese mismo año.
En 2014, Prince-Bythewood dirigió Beyond the Lights, protagonizada por la actriz Gugu Mbatha-Raw. Comenzó a trabajar en la película en 2007, antes de que se terminara de trabajar en The Secret Life of Bees en 2008, pero tuvo dificultades para encontrar financiación cuando la empresa productora original, Sony, se echó atrás después de que ella insistiera en hacer un casting para Mbatha-Raw. La película se estrenó en el Festival Internacional de Cine de Toronto de 2014.
Beyond the Lights se llamó originalmente Blackbird, y está basado en la canción de Nina Simone "Blackbird" del disco Nina Simone with Strings. Prince-Bythewood dijo: "Esa canción inspiró de verdad la película y la historia de Noni". La historia de la protagonista se inspiró vagamente en las vidas de las actrices Marilyn Monroe y Judy Garland. Prince-Bythewood investigó con la ayuda de varios cantantes, incluyendo Alicia Keys. La historia también se inspiró en una experiencia al ver a Keys tocar la canción "Diary". Elementos de la película, especialmente la sexualización de las artistas pop femeninas, actúan como "crítica de la cultura mediática estadounidense".
La película se rodó en 29 días y costó 7 millones de dólares. Todos los miembros clave del equipo de la película eran mujeres, incluyendo la diseñadora de vestuario Sandra Hernandez, la diseñadora de producción Cecilia Montiel, la cinematógrafa Tami Reiker, y la editora Teri Shropshire. Otras colaboradoras fueron la coreógrafa Laurieann Gibson (Lady Gaga, Katy Perry, Nicki Minaj), la peluquera Kimberly Kimble (Beyoncé), y la productora discográfica The-Dream.
En 2016, Prince-Bythewood anunció que su próximo proyecto sería una adaptación de la novela de Roxane Gay titulada An Untamed State. El proyecto sería coescrito por ella misma y Gay y sería protagonizado por la actriz Gugu Mbatha-Raw. En 2017, junto con su marido Reggie Rock Bythewood, creó la serie Shots Fired para la cadena Fox. Más tarde ese año, Prince-Bythewood fue anunciada como directora de Silver & Black, una película basada en los personajes Silver Sable y Black Cat de Marvel Comics.
Escribió el guion de la adaptación cinematográfica de la novela Before I Fall de Lauren Oliver. La película obtuvo más de 12 millones de dólares de taquilla en todo el mundo en marzo de 2017 después de su fecha de lanzamiento (21 de enero de 2017). También ha dirigido la adaptación de La vieja guardia de Greg Rucka para Netflix, protagonizada por Charlize Theron y KiKi Layne. Es la primera mujer negra en hacer una película de cómic.

## Filmografía

### Películas
| Año  | Título                  | Directora | Guionista | Productora |
| ---- | ----------------------- | --------- | --------- | ---------- |
| 2000 | Love & Basketball       | Sí        | Sí        | No         |
| 2003 | Biker Boyz              | No        | No        | Sí         |
| 2008 | The Secret Life of Bees | Sí        | Sí        | No         |
| 2014 | Beyond the Lights       | Sí        | Sí        | No         |
| 2017 | Before I Fall           | No        | Sí        | No         |
| 2018 | Nappily Ever After      | No        | Sí        | No         |
| 2020 | La vieja guardia        | Sí        | No        | No         |
| 2022 | La mujer rey            | Sí        | No        | No         |
| TBA  | Silver Sable            | TBA       | TBA       | Sí         |
| TBA  | Black Cat               | TBA       | Sí        | Sí         |

### Televisión

#### Películas de TV
| Año  | Título                                           | Directora | Guionista | Productora | Notas                       |
| ---- | ------------------------------------------------ | --------- | --------- | ---------- | --------------------------- |
| 1995 | CBS Schoolbreak Special: What About Your Friends | Sí        | Sí        | No         | Acreditada como Gina Prince |
| 2000 | Disappearing Acts                                | Sí        | No        | No         |                             |
| 2007 | Daddy's Girl                                     | No        | No        | Sí         | Documental                  |

#### Series de TV
| Año       | Título                     | Directora | Guionista | Productora | Notas                                                                                      |
| --------- | -------------------------- | --------- | --------- | ---------- | ------------------------------------------------------------------------------------------ |
| 1992–1993 | A Different World          | No        | Sí        | No         | 4 episodios; Acreditada como Gina Prince                                                   |
| 1994      | South Central              | No        | Sí        | No         | Episodio "Dog"; También editora (7 episodios) y directora (2 episodios) (como Gina Prince) |
| 1994      | Sweet Justice              | No        | Sí        | No         | Como Gina Prince                                                                           |
| 1995      | Courthouse                 | No        | Sí        | Sí         | Como Gina Prince                                                                           |
| 1998      | Felicity                   | No        | No        | Consulting | Temporada 1                                                                                |
| 1998–1999 | Felicity                   | No        | Sí        | Consulting | Episodio "Friends"                                                                         |
| 2003      | The Bernie Mac Show        | Sí        | No        | No         | Episodio "Magic Jordan"                                                                    |
| 2005      | Girlfriends                | Sí        | No        | No         | Episodios "Odds & Ends" and "Fits & Starts"                                                |
| 2005      | Todo el mundo odia a Chris | No        | Sí        | No         | Episodio "Everybody Hates the Laundromat"                                                  |
| 2017      | Cloak & Dagger             | Sí        | No        | No         | Episodio "First Light"                                                                     |
| 2017      | Shots Fired                | Sí        | Sí        | Sí         | También creadora; Episodio "Hour One: Pilot" y "Hour Eight: Rock Bottom"                   |

#### Cortos de TV
| Año  | Título       | Directora | Guionista | Productora | Notas                           |
| ---- | ------------ | --------- | --------- | ---------- | ------------------------------- |
| 1991 | Stitches     | No        | Sí        | No         | Como Gina Prince                |
| 1997 | Progress     | Sí        | No        | No         | Como Gina Prince                |
| 1997 | Damn Whitey  | Sí        | Sí        | No         | Como Gina Prince                |
| 1997 | Bowl of Pork | Sí        | No        | No         | Como Gina Prince                |
| 2007 | Reflections  | Sí        | Sí        | Sí         | También el desarrollo del guion |

## Premios
- Love & Basketball – Premios Independent Spirit al mejor primer guion.